# MelonDS
melonDS（メロンディーエス）は、オープンソースで開発されているニンテンドーDS、ニンテンドーDSiのゲームエミュレータである。
対応プラットフォームはWindows、macOS、Linux。その他にも、Android、Nintendo Switch、PlayStation Vita、PlayStation 2に対応した、非公式バージョンも存在している。
なお、このソフトウェアは任天堂によって公認されたものではない。

## 概要
先発で登場したニンテンドーDSソフトのエミュレータ、DeSmuMEよりも優れたパフォーマンスを発揮し、Wi-Fiとローカルマルチプレイヤー機能に対応することを目的とした、自由でオープンソースのソフトウェアである。開発者は、DeSmuMEの開発にも関わっていたArisotura氏であり、バージョン0.6からはRetroArchのコアとしても利用できるようになった。
まだ開発途上であるものの、すでにかなり堅実な機能を備えているとアピールしている。

## 特徴
画質を実機よりも向上させるアップスケーリングや、DS本体のマイク機能、蓋の開閉によるスリープ機能への対応、途中セーブ、画面配置をカスタマイズできる機能、ジョイパッド対応など、他のエミュレータが備えている機能に対応している。
より特徴的な機能としては次のようなものが挙げられる。(2022年11月現在)

### BIOS不要
DSソフトで遊ぶ場合には、別途実機から吸い出したBIOSやファームウェアファイルを使わずに、起動させることができる。

### 通信プレイへの対応
ニンテンドーDSのソフトウェアには、DSワイヤレス通信や、ニンテンドーWi-Fiコネクションによる複数人同時プレイ機能を備えたものがある 。こうした通信に対応したソフトを、melonDSでは実際に複数人で遊ぶことができる。

### DSiソフト対応
他のDS対応のエミュレータとは異なり、DSiのソフトでも遊ぶことができる。カメラのような、他のDSシリーズ本体が備えていない機能にも対応している。
ただし、DSiソフトを動作させるには、DSi本体から吸い出したBIOSやファームウェアファイルが必要となる。

### 問題点とこれからの開発
OpenGLには完全対応しておらず、開発中であるため、一部のモデルやテクスチャーが正しくレンダリングされない場合がある。
今後の開発においては、DSiソフトの動作の改善、OpenGLレンダリングの改善、別々のウィンドウに画面をレンダリングできる機能の実装、デバッガやグラフィックビューアの実装をするなどの、アップデートを行う考えを示している。

## 歴史
2016年5月、初めてGitHubの公式レポジトリにコミットし、開発が始まった。
2017年3月30日に、初めての公開版が、WindowsとLinux向けにリリースされる。
同年10月、安定して動作する新UIを備えたバージョン0.5が公開される。
2018年5月に、プロジェクトが一旦休止するも、7月に開発継続が発表される。
10月には、要望が多かったステートセーブ機能を追加。
同年12月、には相次いで非公式の移植版が公開される。Hydro8gon氏が、非公式のNintendo Switch版の初のフルリリースを公開したほか、rafaelvcaetano氏によって、Androidへの移植版のプレリリースも公開される。
また、Rinnegatamante氏によって、PS Vita移植版が開発中であることが発表される。
2019年6月、OpenGLレンダリングの対応によるグラフィックの改善や、8倍の解像度にできるアップスケーリングに対応した、新バージョンが公開。
10月、DSiソフトの実行機能を備えたブランチ「melonDSi」が公開される。
同年11月、JITブランチのベータ版リリース、アクションリプレイ用のチートコードのサポートの追加、OpenGLレンダラーの改良などを盛り込んだ、今後の開発方針が公表され、実際にJITブランチが翌月に公開。
2020年1月、開発に関わっているコントリビュータの1人である、Chagall氏がダブルスロット機能に対応したことを報告。
6月には、不具合が解消されたため、melonDSiを統合すると発表。
同年9月、以前から開発が告知されていたJITコンパイラ採用や、WI-Fi対応、DSiソフトへの対応、UI刷新などの大幅な改良が含まれた、バージョン0.9が公開される。
12月、Intelチップ搭載Macに対応。
2021年3月、WaluigiWare64氏が、Apple Siliconを搭載したMac向けにmelonDS 0.9.1 beta for ARM64 macOSをリリース。翌月には、この機能を取り込んで、正式にARMチップに対応したバージョン0.9.2が公開。
同年9月に、Arisotura氏が、これまで実行に必要だった、DSのBIOSやファームウェアファイルを必要ない形にしていくなど、今後の方針を発表した。BIOSにはBlowfishキーと呼ばれる、ROMの暗号化された部分を復号するために必要なものが存在するため、BIOSを不要にするにはキーが必ず必要になる。ただし、エミュレータ自体にそのキーを入れてしまうことは、著作権上問題になるため、そのために開発を行なっていくと表明した。
2022年3月、DSモードではBIOSやファームウェアファイルの事前準備を不要とし、フリーのBIOSクローンを使用するようになった新バージョンが公開される。なお、DSiモードでは動作が安定しないことから、今後もBIOSやファームウェアの実機からの吸い出しが必要となる。
11月には、ローカルマルチプレイ機能やDSiカメラに対応。
2023年4月に、DanielSant0s氏により、PS Vita移植版からフォークされた、PS2版が公開される。